# Churrasco

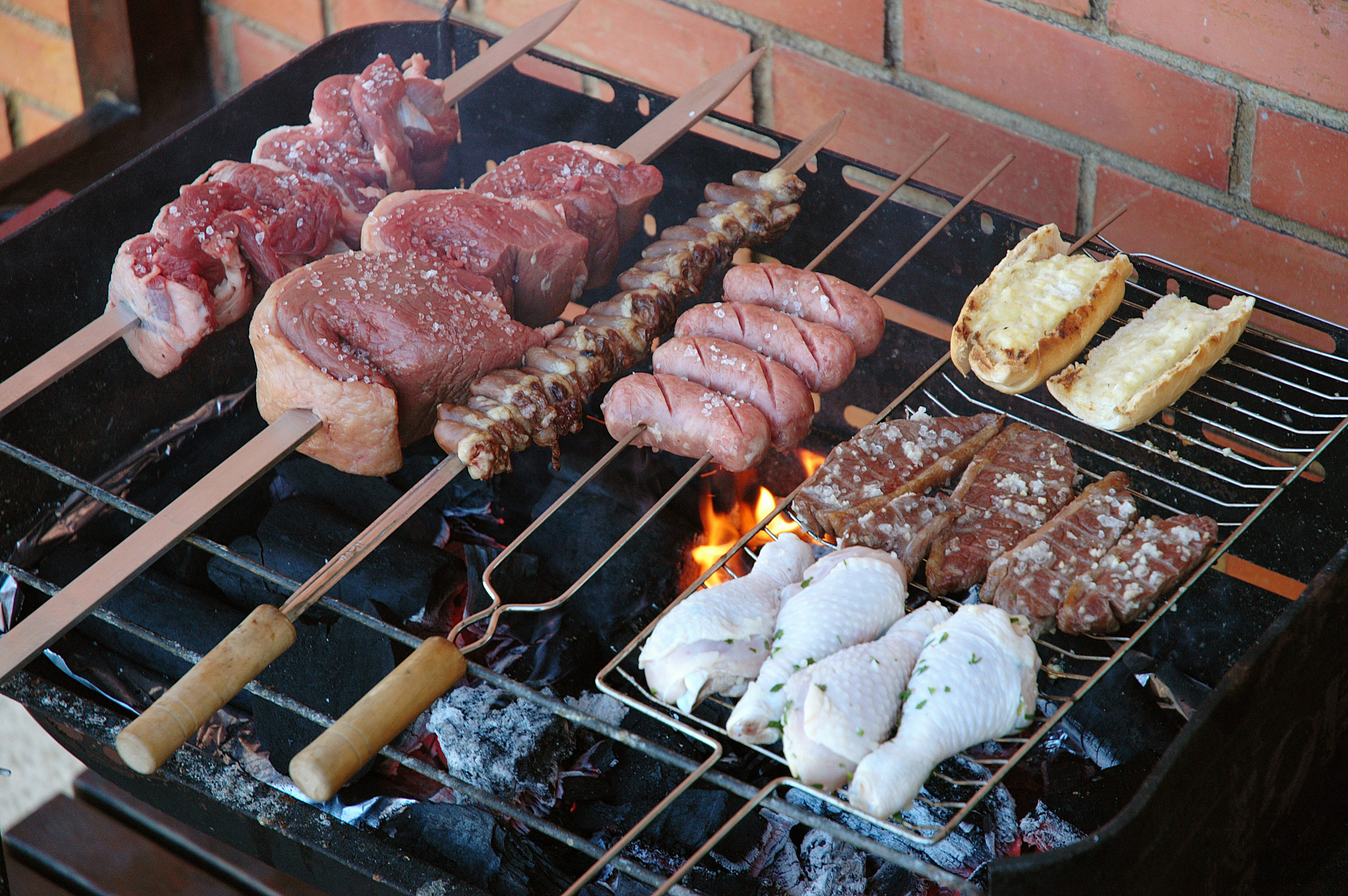
Churrasco

Churrasco, trong tiếng Tây Ban Nha và tiếng Bồ Đào Nha, là một món ăn phổ biến dùng để chỉ các loại thịt nướng. Món này là món ăn phổ biến trên khắp châu Mỹ Latinh và châu Âu, và là một món ăn nổi bật trong ẩm thực các quốc gia Argentina, Brasil, Chile, Guatemala, Nicaragua, Uruguay, và các nước Mỹ Latinh khác. Sắc thái món Churrasco ở Barazil là loại thịt được găm vào xiên và nướng trên lò Churrasco Queira. Churrasco phần lớn là thịt cừu và thịt lợn ngoài ra còn có cánh gà, xúc xích, tôm cuốn và đặc biệt là phần thịt Picanha - cả phần mông bò chỉ có thể lấy được 1 kg thịt này. Món thịt nướng kiểu này được ăn cùng các loại salad rau xanh dành riêng cho món ăn này. Các loại nấm, pasta salad, cơm xúp đậu đen cùng sốt feijoada truyền thống là những loại salad được các thực khách yêu chuộng ăn kèm với món ăn.
Món ăn này được du nhập vào châu Mỹ Latinh. Khi món ăn này được du nhập sang Mỹ La Tinh, nó lại mang theo cả sắc thái ẩm thực của mỗi địa phương tương ứng.

## Xem khác
- Asado
- Thịt nướng hun khói